# Virulens
Virulens (Virulentia) kommer från ordet virus som betyder gift. Med termen virulens menas graden av hur väl en patogen mikroorganism kan framkalla en sjukdom hos en värdcell. En patogen mikroorganism är en mikrob som har förmågan att frambringa sjukdom hos en annan individ. Termen virulens kan därför även ibland innebära intensiteten av patogenicitet.

## Virulensfaktorer
När människor blir sjuka av mikroorganismer är det för att det har uppstått en infektion i kroppen, detta innebär att en mikroorganism har tagit sig in i kroppen och börjat föröka sig. Huruvida man blir sjuk eller påverkad av en mikroorganism avgörs av flera olika faktorer.
En virulensfaktor kan sedermera definieras som en speciell egenskap mikroorganismen har, som ger upphov till dess virulens.
Då patogenicitet förekommer både hos virus och bakterier används därför även benämningen virulens. Dock så varierar anledningen till patogeniciteten och virulens mellan de två mikroorganismerna, till stor del på grund av deras mycket stora biologiska och kemiska skillnader.
Generellt sett beror dessa på faktorer som;
- hur kraftigt den angripande organismen angriper.

Detta beror dels på organismens virulens och dels på antalet angripande organismer. Med termen infektionsdos menas hur väl organismen påverkar cellen i förhållande till dess antal. Av en mikroorganism med hög virulens krävs ett fåtal för att värdcellen ska bli sjuk medan en mikrob som är lågvirulent kräver ett större antal för att få samma effekt.
- hur bra den egna kroppen är på att försvara sig, dess immunförsvar[2].

Värt att nämna är att virulensen hos en viss sorts mikroorganism är inte konstant mellan de olika individerna. Om en kultur under längre tid odlats i ett laboratorium, tenderar virulensen att bli lägre medan den istället kan bli högre om organismen under kort tid sprid mellan olika levande varelser. Detta har varit avgörande i framställandet av vaccin där man använder en mindre virulent form av mikroorganismen man vill producera ett virus för. På så sätt skapar kroppen rätt sorters antikroppar mot den skadliga mikroben utan att man utsätts för den skadliga typen av organismen.
Intensiteten av virulens ökar dessutom och mikroorganismen tycks vara mer skadlig om den nyligen varit aktiv och infekterat en värd och sedan kort därefter förflyttats till en ny, frisk värd och även infekterat denna. För varje ny, frisk värd den infekterar, ökar virulensen. Detta gäller då man överför patogena virus eller bakterier till en organism som är mottaglig för just den typ av mikrob.

### Bakteriella virulensfaktorer
Mikroorganismens virulens beror dels på dess tillväxthastighet men även förmågan att bilda toxin samt hur väl den producerar ämnet. Om mikroben har snabb tillväxthastighet betyder detta att den snabbt kan föröka sig inuti värdcellen och därmed öka dess chans att smitta cellen. Om organismen dessutom har en god förmåga att tillverka toxin höjs virulensen hos organismen.
Nedan listat är faktorer som avgör en bakteries virulens när den kommit in i sin värd:
- Adhesionsförmåga
- Invasion
- Biprodukter vid tillväxt (gas eller syror)
- Gifter
- Nedbrytande enzymer
- Cytotoxiska proteiner
- Endotoxin
- Superantigen
- Induktion av överdriven inflammation
- Undkomma fagocytisk borttagning
- Kapsel
- Antibiotikaresistans
- Intracellulär tillväxt[6]